# Лопатоносы
Лопатоносы, или американские лопатоносы (лат. Scaphirhynchus), — род лучепёрых рыб из семейства осетровых (Acipenseridae), обитающих в пресных водах Северной Америки.
Название рода Scaphirhynchus в переводе с греческого означает «рыло-лопата», данное за уплощённую форму рыла.

## Описание
Рыло широкое, сильно уплощённое, лопатообразное. Брызгальца нет. Жаберные перепонки прикреплены к межжаберному промежутку и не образуют складки. Хвостовой стебель длинный и сплошь покрыт костными пластинками.
Близкородственный и внешне напоминающий лопатоносов род осетровых — лжелопатоносы, обитает в реках бассейна Аральского моря.

## Классификация
На март 2018 года в род включают 3 вида:
- Scaphirhynchus albus — Белый лопатонос
- Scaphirhynchus platorynchus — Обыкновенный лопатонос
- Scaphirhynchus suttkusi